# Weißmaskenhopf

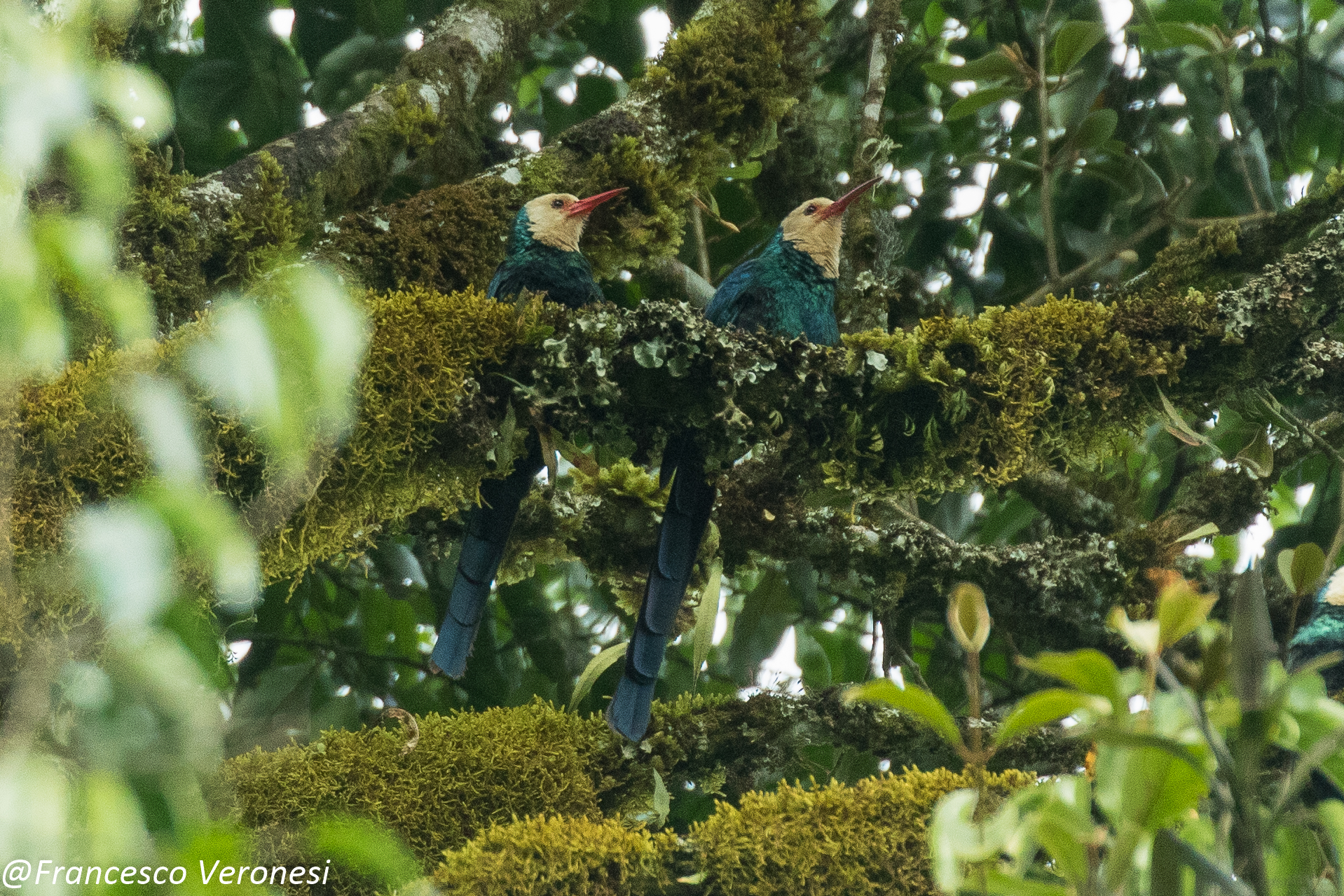
Zwei Weißmaskenhopfe

Der Weißmaskenhopf (Phoeniculus bollei), auch Weißmasken-Baumhopf oder Weißköpfiger Baumhopf genannt, ist eine Art aus der Gattung der Baumhopfe.

## Beschreibung
Der 33–36 Zentimeter große Vogel hat einen auffälligen roten Schnabel und rote Beine. Die Federn an der Kopfpartie sind cremefarben. Das übrige Gefieder ist grün, blau, stellenweise schwarz gefärbt. Die Schwanzfedern sind rötlich, zum Ende hin schwarz gefärbt. Die Weibchen sind etwas kleiner als die Männchen, ansonsten ähneln die Vögel einander.

## Verbreitung und Lebensweise
Die Vögel durchstreifen ihren Lebensraum, die Wälder, Savannen und Gebirge Ost- und Westafrikas nahe dem Äquator, in kleinen Gruppen von 5–12 Tieren, auf der Suche nach Nahrung. Mit ihrem starken Schnabel brechen sie die Rinde der Bäume auf, um an darunter liegende Insekten, deren Larven und Spinnen zu kommen.

## Brut
Das Nest legen die Vögel in Baumhöhlen an, meist verlassene Spechthöhlen. In dieses legt das Weibchen zwei hellblaue, dunkelbraun gefleckte Eier. Die Brutzeit beträgt drei Wochen, die Nestlingszeit der Jungen etwa 25 Tage. Bei der Aufzucht der Jungen werden die Elternvögel von den Jungen der vorjährigen Brut unterstützt. Nach dem Verlassen des Nestes durchstreifen die Jungen gemeinsam die Umgebung auf der Suche nach Nahrung.

## Gefährdung
Obwohl keine genauen Bestandsaufnahmen dieser Art vorliegen und die Art regional stark unterschiedlich verbreitet ist, stuft die IUCN diese Art als nicht gefährdet (least concern) ein.